# Susan Leigh Star
Susan Leigh Star (1954-2010) est une sociologue des sciences et des techniques américaine. Elle fut l'une des dernières disciples d'Anselm Strauss. Jusqu'à son décès subit le 24 mars 2010, elle était professeur à la iSchool de l'Université de Pittsburgh dans le domaine des Science, Technologie et Société, après avoir enseigné de nombreuses années à l'Université de Californie (San Diego et Santa Clara) et, auparavant, à Urbana-Champaign (UIUC).
Après avoir fait ses études en sociologie (PhD), University of California, San Francisco (1983), elle poursuit des recherches sur les technologies de l'information et les sciences de la vie. Ses travaux portent sur les pratiques et la production des connaissances dans divers milieux tels les musées, les laboratoires, les hôpitaux, les bibliothèques et les sites de développement de hautes technologies. Sur le plan méthodologique, elle s'inspire de l'interactionnisme symbolique, des théories féministes et de la théorie de l'acteur-réseau qu'elle a contribué à développer. Durant les années 1980, elle a travaillé en collaboration avec Elihu M. Gerson au Tremont Research Institute (San Francisco).

## Publications
- (en) Regions of the mind : brain research and the quest for scientific certainty, Stanford, Calif. : Stanford University Press, 1989.
- (en) Power, technology and the phenomenology of conventions: on being allergic to onions, London: Routledge, 1991.
- (en) (éd.), The cultures of computing, Oxford : Blackwell, 1995.
- (en) (éd.), Écologies of knowledge : work and politics in science and technology, Albany : State University of New York Press, 1995.
- (en) avec Geoffrey C. Bowker, Sorting things out : classification and its conséquences, Cambridge, Mass. ; London : MIT Press, 1999.
  - Traduction francophone : Arranger les choses. Des conséquences de la classification, Paris, EHESS, coll. « Translations », 2023, 447 p., Traduit de l’anglais et présenté par Vincent Cardon, Éric Dagiral et Ashveen Peerbaye,  (ISBN 978-2-7132-2956-5)